# Ли Хи Хо
Ли Хи Хо (кор. 이희호; 21 сентября 1922, Сеул, Японская империя — 10 июня 2019, Сеул) — политик Республики Корея, борец за права женщин и обеспечение мира. Первая леди Южной Кореи (1998—2003).

## Биография
Родилась в Сеуле во время японской оккупации Кореи. С 1942 года обучалась на факультете гуманитарных наук и искусств колледжа Ихва (ныне Женский университет Ихва), но из-за политики японских властей учёбу прервала. В 1946 году стала изучать английскую филологию в Педагогическом колледже Сеульского университета. Получила степень бакалавра.
С 1962 до 2009 году была замужем за 8-м президентом Южной Кореи Ким Дэ Чжуном. В семье родился один сын; кроме того, Ли Хихо была мачехой для двоих сыновей Кима от первого брака.
Одна из первых феминисток Южной Кореи. На протяжении всей своей жизни активно выступала за расширение прав и возможностей женщин и искоренение гендерной дискриминации. Во время авторитарных режимов вместе с Ким Дэ Чжуном участвовала в продемократических движениях, позже — над улучшением межкорейских отношений. Возглавляла Центр мира Ким Дэ Чжуна, который был основан её мужем для содействия миру и конструктивным межкорейским отношениям, а также для борьбы с бедностью. Сопровождала мужа на Межкорейский саммит (2000).
Ли умерла в возрасте 96 лет от рака печени 10 июня 2019 года в Сеуле.
Похоронена на Сеульском национальном кладбище.